# Djävulsstriden

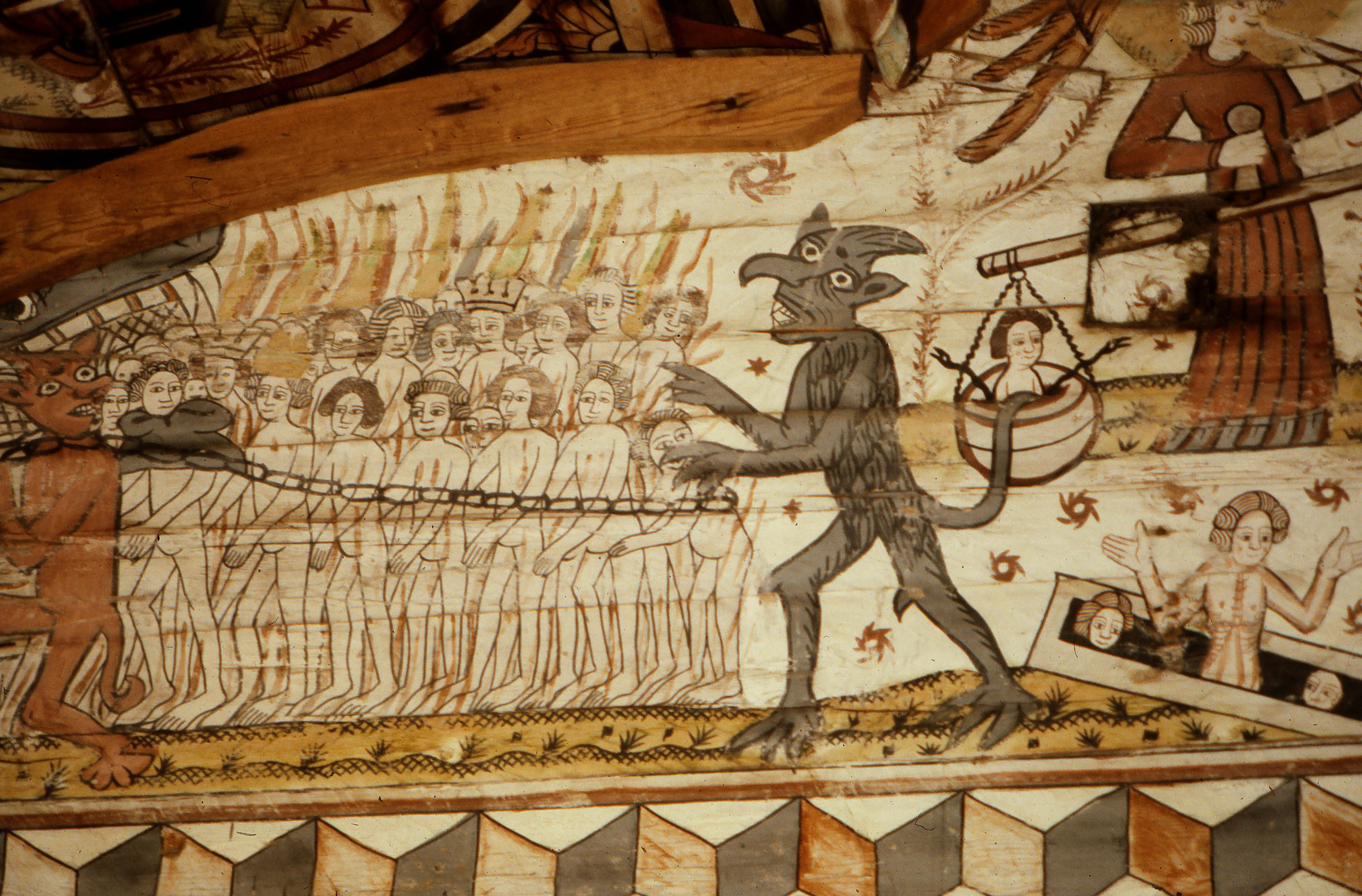
Djävulen och helvetet avmålat i Södra Råda gamla kyrka från 1494.

Djävulsstriden, även kallad Hannerzka renlärighetsmålet, var en debatt som pågick våren 1909 och rörde Svenska kyrkans syn på djävulen och kyrkans tolkning av bibeltexter. Personer som menade att Svenska kyrkan teologi var förlegad och omodern siktade in sig på djävulstron; att djävulen var en makt som den allsmäktige guden inte rådde på. Drivande var Dagens Nyheter och redaktören Anton Karlgren, som satte frågan på sin spets genom att använda tidningen som debattorgan.
Fredagen den 4 februari höll läkaren Anton Nyström, som 1908 utgivit boken Kristendomen och den fria tanken, ett föredrag om det ämnet. I föredraget krävde han bland annat att kyrkan ska "avdiaboliseras"; alla ställen i läroböcker och kyrkohandböcker som talar om djävulen, helvetet och den eviga fördömelsen ska avlägsnas. Anton Nyström var vänsterliberal och stod Dagens Nyheter nära, och de publicerade en enkät med en öppen fråga om prästerna trodde på djävulen och helvetet, som fick ett stort gensvar.
Enkäten ledde till en debatt fredagen den 5 mars 1909 i Stockholms Folkets Hus. Anton Nyström inledde med ett föredrag och hävdade att alla moderna präster som menade att djävulsläran endast var symbolisk inte följde statskyrkans lära. De skulle därför lämna statskyrkan eller öppet verka för "avdiabolisering" och de riskerade att avsättas. Pastor Nils Hannerz var en av dem som försvarade Svenska kyrkan och menade att den var modern och aldrig skulle avsätta någon som hävdade att djävulsläran var symbolisk eller på andra sätt tvinga någon att predika motsatsen.
I ett öppet brev uppmanade Nils Hannerz senare att Anton Nyström skulle anmäla honom till Stockholms konsistorium, så skulle det på ett sorts experimentellt sätt visas att Svenska kyrkan var modernare än så och inte skulle avsätta Nils Hannerz. Anton Nyström lämnade in en anmälan med tidningsklipp som bevis, men konsistoriet kunde inte använda sig av tidningsklipp som bevis.
Då valde Anton Karlgren att anmäla Nils Hannerz, i samförstånd med pastorn, och ett bevis var hans yttrande under debatten att "I min religiösa uppfattning har jag icke plats för någon djäfvulsföreställning", vilket stöddes av vittnesuppgifter och ytterligare vittnesuppgifter från Nils Hannerz kollegor som berättade att han i sina predikningar och samtal tog avstånd från djävulstron. I anmälan anklagades Nils Hannerz för ”förnekelse av den lutherska läran i den punkt som rör djäfvulen”.
När konsistoriet den 26 maj samma år valde att inte avsätta Hannerz trots anklagelserna, även om hans beteende klandrades, förkunnade Karlgren triumferande nästa dag i Dagens Nyheter djävulens död: "Utan alltför för öfverdrifven pomp och ståt försiggick i går kl 11.10 förmiddagen djävfulens jordfästning i konsistoriets lokal i Storkyrkan ... Inför publikum ... afkunnades ... den dom som frikände pastor Hannerz och som samtidigt var djäfvulens dödsattest ...".
Anton Karlgren gav ut boken Djäfvulsstriden våren 1909 : en serie uttalanden om djäfvulen och helvetet som sammanställde debatten som rasat under våren i Dagens Nyheter.